# Sapromyza analis
Sapromyza analis är en tvåvingeart som beskrevs av Macquart 1846. Sapromyza analis ingår i släktet Sapromyza och familjen lövflugor. Inga underarter finns listade i Catalogue of Life.